# قانون الإسكان لعام 1954
قانون الإسكان لعام 1954 صدر في 2 أغسطس 1954 خلال إدارة دوايت أيزنهاور، ويتألف من سلسلة من التعديلات على قانون الإسكان الوطني لعام 1934. يشار إليه في التشريع ببساطة باسم "قانون الإسكان الوطني"، وكان البرنامج يديره الفيدرالية للإسكان الإدارة (قروض إدارة الإسكان الفدرالية)، وهي كالة تم إنشاؤها بموجب قانون عام 1934. تم إجراء التعديلات السابقة على قانون 1934 في عامي 1937 و1949.
قدم قانون عام 1954 تمويلًا لـ 140.000 وحدة سكنية عامة، مع إعطاء معاملة تفضيلية للأسر التي سيتم نقلها من أجل القضاء على الأحياء الفقيرة أو إعادة إحيائها.
في عام 1965 أصبحت برامج الإسكان الفيدرالية تحت إشراف وزارة الإسكان والتنمية الحضرية الجديدة بالولايات المتحدة.